# Raphitoma mirabilis
Raphitoma mirabilis é uma espécie de gastrópode do gênero Raphitoma, pertencente a família Raphitomidae.